# 영광 국씨
영광 국씨(靈光菊氏)는 1960년 국세조사 때 처음 나타난 성씨로, 인구조사에서 1985년에는 총 14가구 107명, 2000년에는 123가구 405명이었다.
분포는 경기,강원,충북,충남, 전북 등지에 몇 가구씩 산재하여 살고 있다.
영광은 전남 북서부 해안지역의 군으로,1895년(고종 32) 지방제도 개정으로 전주부 영광군이 되었고, 1896년에 전라남도 영광군이 되었으며, 1955년에는 영광면이 읍으로 승격하였다.

## 참고 자료
- “영광국씨(靈光鞠氏)”. 뿌리를 찾아서.[깨진 링크(과거 내용 찾기)]